# Schneeberg (Rax-Schneeberg-Gruppe)

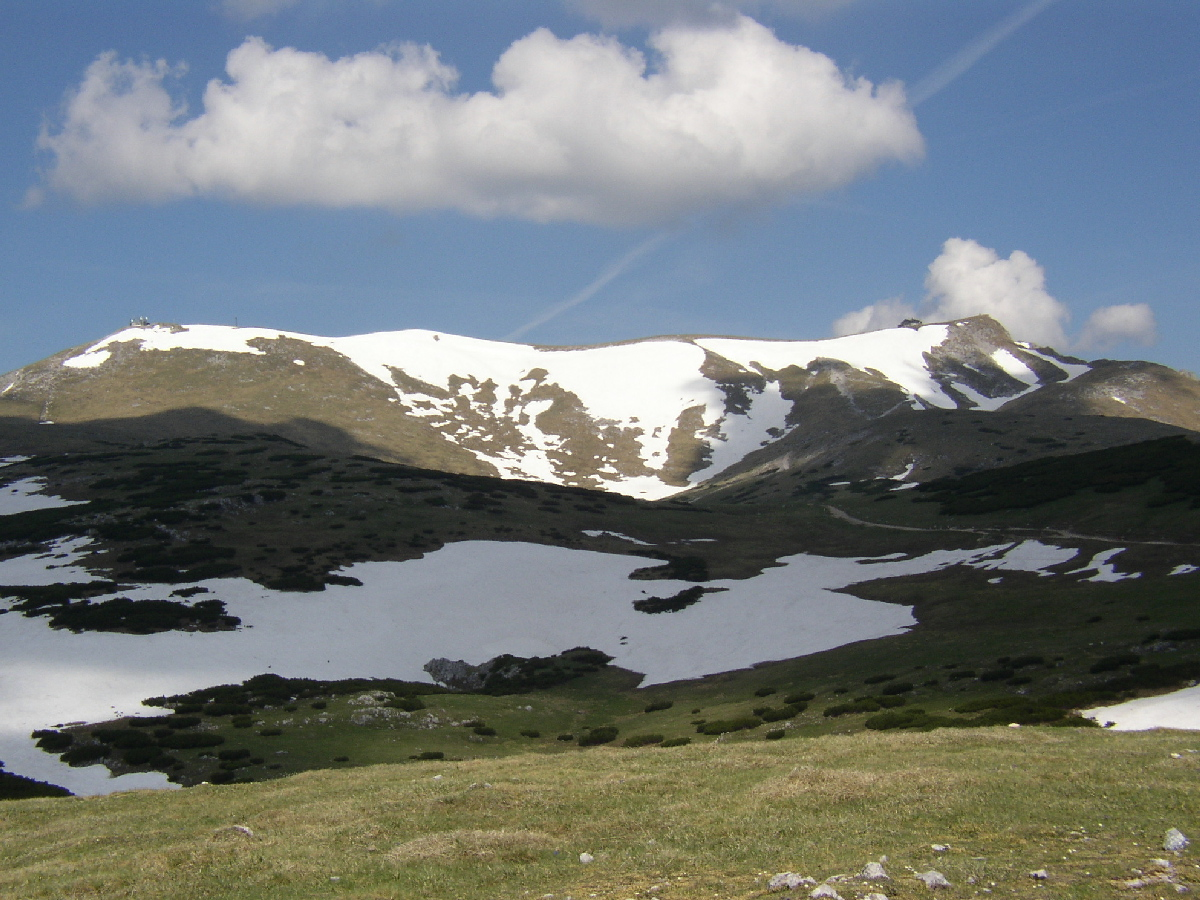
Gipfelregion des Schneebergs vom Ochsenboden gesehen, links Klosterwappen, rechts Kaiserstein

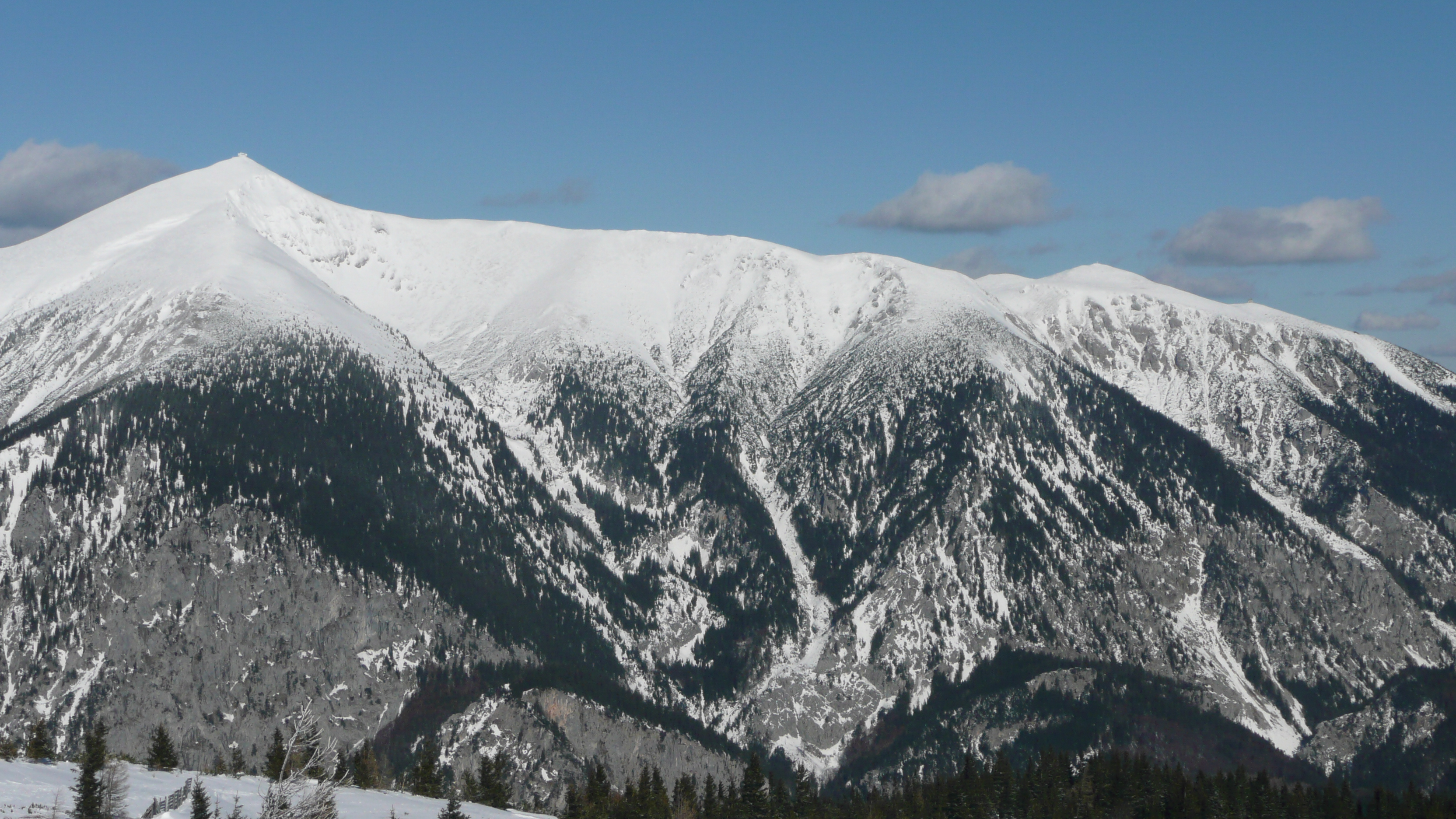
Der Schneeberg von der Rax aus gesehen; links die höchste Erhebung Niederösterreichs: Der Klosterwappen-Gipfel

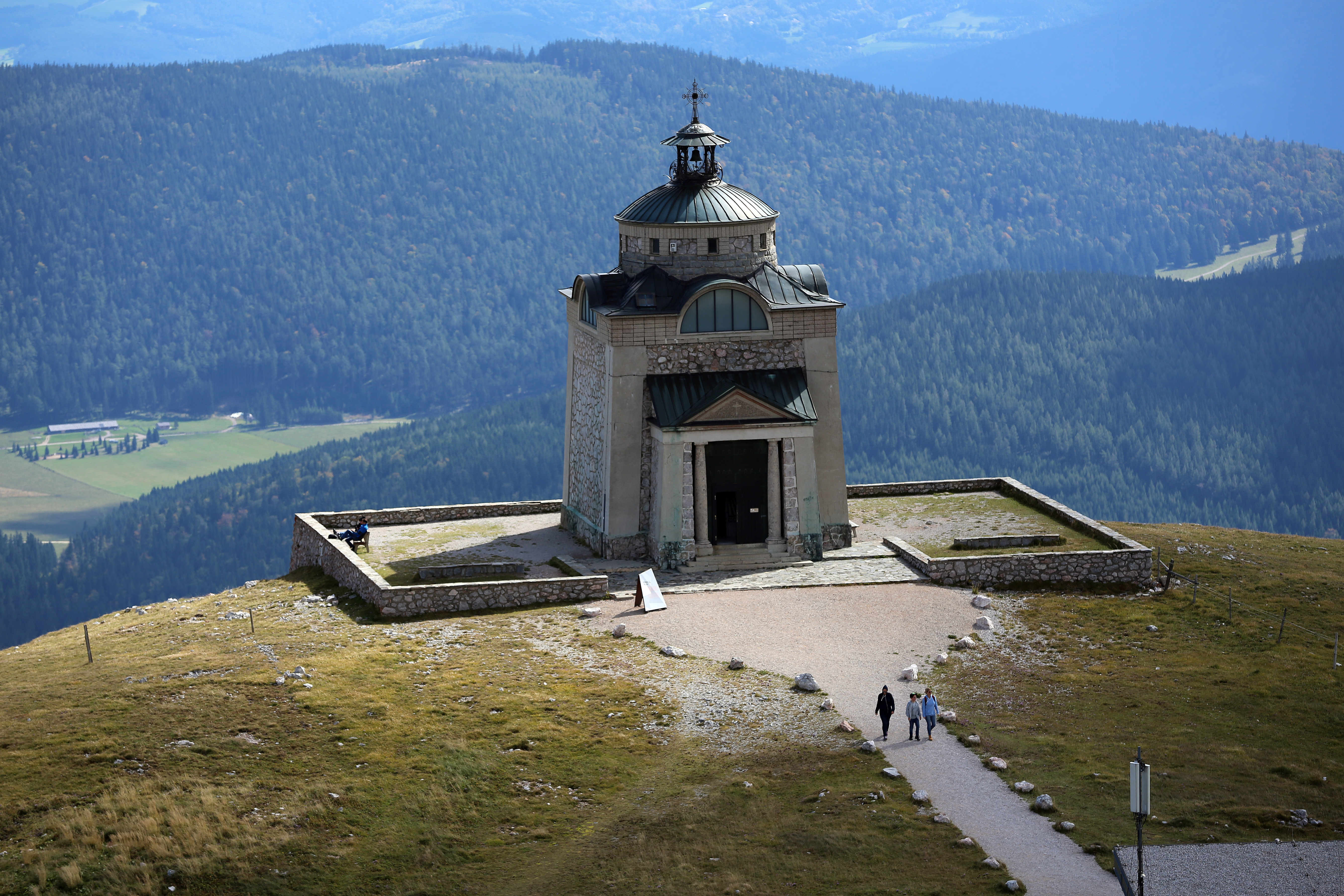
Kaiserin-Elisabeth-Gedächtniskirche am Schneeberg

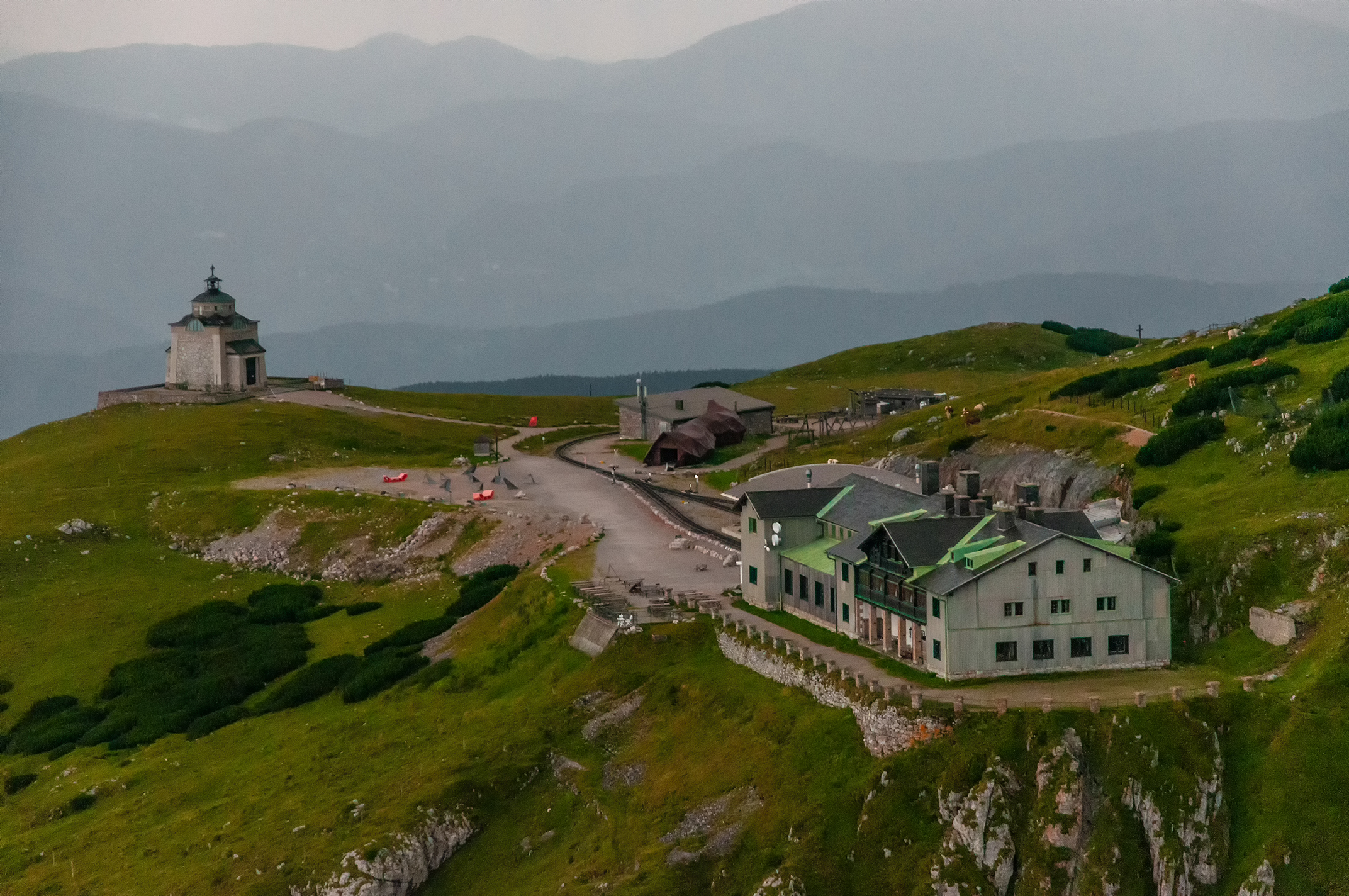
Kirche und Bergstation

Der Schneeberg ist ein Bergmassiv in der Rax-Schneeberg-Gruppe in Niederösterreich, das im 2076 m ü. A. hohen Klosterwappen kulminiert. Er ist der höchste Berg Niederösterreichs und der östlichste sowie nördlichste Zweitausender der Alpen. Seine Dominanz von knapp 50 km wird in Österreich nur vom Großglockner übertroffen. Seit 1897 ist das Hochplateau des Schneebergs durch die Schneebergbahn mit einer Zahnradbahn erschlossen.

## Lage und Aufbau
Das markante Bergmassiv aus Wettersteinkalk mit mehreren Gipfeln zwischen 1800 und 2076 m hat steile Bergflanken auf drei Seiten und bildet mit der westlich gelegenen Rax (2007 m) – getrennt durch das tiefe Höllental – eine geologische Einheit. Der Hochschneeberg weist einen Doppelgipfel auf: Ein sanfter Kamm verbindet das weiter südwestlich gelegene Klosterwappen mit dem Kaiserstein (2061 m) unmittelbar oberhalb der Fischerhütte. Unmittelbar neben dem Gipfel am Klosterwappen befindet sich eine Richtfunkstation des österreichischen Bundesheeres zur Luftraumüberwachung.
Die stark gegliederte, verkarstete Hochfläche versorgt seit 1873 über die 120 km lange I. Wiener Hochquellenwasserleitung die österreichische Hauptstadt mit Trinkwasser. Die Grundstücke auf dem Schneeberg gehören bis auf wenige Ausnahmen (Trasse der Schneebergbahn, Berghaus Hochschneeberg) seit 1935 der Stadt Wien.
Im Nordwesten des Massivs befindet sich der Kuhschneeberg, eine markante Hochfläche auf rund 1500 m.

## Touristische Erschließung
Gemeinsam mit der 13 km südwestlich gelegenen Rax (2007 m ü. A.) ist der Schneeberg einer der Wiener Hausberge und an klaren Tagen von Wien (65 km Luftlinie) gut zu erkennen, und auch vom Neusiedler See und dem ungarischen Sopron aus. Der Berg ist seit 1897 mit der Schneebergbahn, einer Zahnradbahn, bis in eine Höhe von 1796 m erschlossen. Die Zahnradbahn fährt mit dem „Salamander“ Dieseltriebwagen-Zug in 40 Minuten zum Bergbahnhof Hochschneeberg auf 1.800 m Seehöhe. Am Wochenende und an Feiertagen wird sie durch einen dampfbetriebenen Nostalgiezug ergänzt. Alle Züge bleiben an der Mittelstation (Haltestelle „Baumgartner“) stehen, um entgegenkommenden Zügen auszuweichen. Der Gastronomiebetrieb an dieser Haltestelle ist für seine „Schneebergbuchteln“ bekannt.
Der Schneeberg und seine umliegenden Gebiete sind an schönen Tagen beliebte Familienausflugsziele und werden unter dem Begriff "Schneebergland" zusammengefasst. Die Region mit und um die Hohe Wand, den Myrafällen und die Johannesbachklamm werden hier touristisch hinzugezählt, obwohl sie schon zu den nördlich anschließenden Gutensteiner Alpen gehört.
Die beiden Gipfel des Schneebergs sind von der Bergstation über den Ochsenboden in ein bis zwei Stunden erreichbar. 1927 wurde der Bau einer Drahtseilbahn auf den Schneeberg erwogen. Unweit der Bergstation der Schneebergbahn befindet sich die Elisabethkirche.
Neben der Zahnradbahntrasse wurden im Jahr 2003 sowohl Wasser- und Abwasserleitungen bis zur Bergstation der Bahn verlegt. Im Jahr 2009 wurden auch die Hütten (Damböckhaus, Fischerhütte) angeschlossen. Da der gesamte Kalkstock einen wichtigen Teil des Wasserschutzgebietes der I. Wiener Hochquellenwasserleitung darstellt, war der Bau der Infrastruktur ein großer Schritt zur Reinhaltung. Die Versorgung mit elektrischem Strom und einer Telefonleitung konnte schon Ende der 1970er- bis Anfang der 1980er-Jahre bewerkstelligt werden (z. B. Fischerhütte 1981).
- Der Fußweg von Puchberg am Schneeberg führt im Wesentlichen längs der Trasse der Zahnradbahn an der Südseite des langgestreckten Hengst zur Bergstation und weiter zum Gipfel. Diese Seite des Schneebergs ist auch von Prigglitz, Payerbach, Reichenau und Kaiserbrunn weiter südlich über den Gahns oder den Krummbachstein erreichbar.
- Von Losenheim westlich von Puchberg führt der Fadensteig durch die nordseitigen Fadenwände. Dieser leitet direkt zum Kaiserstein.
- Vom Höllental im Westen erschließt sich der Schneeberg durch die Weichtalklamm (Klettersteig, Schwierigkeit A–B) oder den parallel geführten Ferdinand-Mayr-Weg sowie über den Kuhschneeberg.
- Die Anstiege durch die Nordostflanke des Berges (Nandlgrat, Novembergrat, Herminensteig, Schneidergraben) stellen höhere Anforderungen an die Trittsicherheit und sind stellenweise mit leichter Kletterei verbunden. Der Bürklesteig und Gamsgartlgrat sind nur mit Kletterausrüstung zu bewältigen.

Die bekannteste Skiabfahrt führt über die Breite Ries.
Der Wolf im Rax-Schneeberg-Gebiet
Aufgrund mehrfacher Nachweise von Wölfen sowie der Sichtung eines Wolfsrüden und einer Wolfsfähe wird von der Möglichkeit einer Wiederbesiedlung gesprochen. Vergleichbar ist die Situation mit dem deutschen Lausitzgebiet in den 1990er Jahren. Nachdem dort der erste Wolf zugewandert war, entwickelte sich ein gesteigerter Wolfstourismus. Sichtungen des äußerst scheuen Tieres durch Touristen sind selten.
Das Forstamt der Stadt Wien erstellte eine Wolf-Studie, Wölfe – Studie im Auftrag der Stadt Wien, die auch an Schulen verteilt wurde.

## Wichtige Berghütten

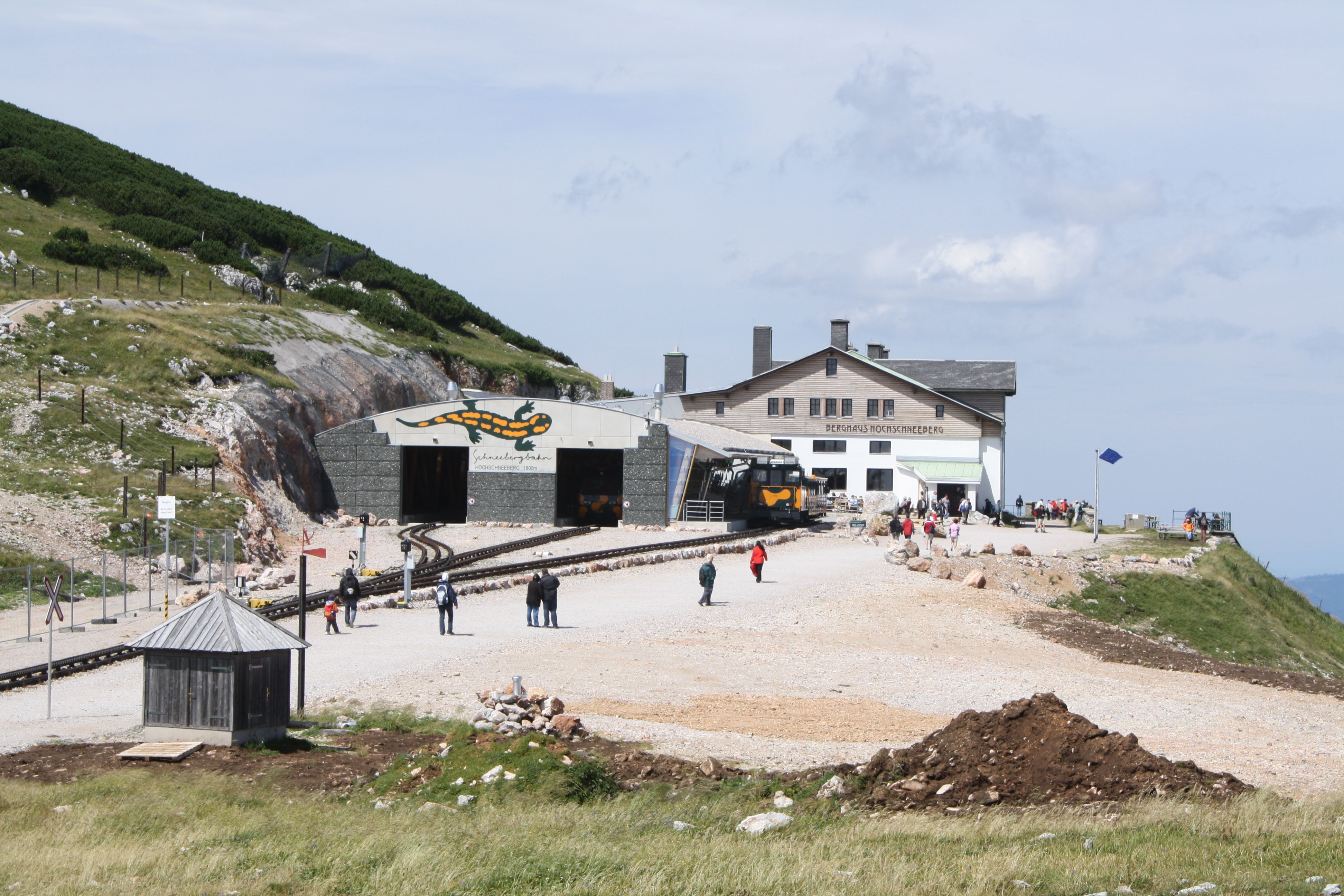
Der Bergbahnhof der Schneebergbahn und das Berghaus Hochschneeberg

Die Gipfelregion weist mehrere Berghütten auf und wird im Sommerhalbjahr täglich von vielen Hunderten Wanderern, Kletterern und Mountainbikern aufgesucht.
- Almreserlhaus
- Baumgartnerhaus (ÖTK) (1982 abgerissen)
- Station Baumgartner (Mittelstation der Schneebergbahn)
- Berghaus Hochschneeberg
- Damböckhaus (ÖTK) (Winterraum: Offener Unterstand)
- Edelweisshütte
- Fischerhütte (ÖTK) (offener Winterraum mit Heizmöglichkeit (Elektrolüfter mit Einwurf für €-Münzen), Notfalltelefon)
- Hengsthütte (Station der Schneebergbahn)
- Heinrich-Krempel-Hütte (Bergrettungshütte)
- Kienthalerhütte
- Ternitzer Hütte (Grassingerhütte)
- Weichtalhaus (Naturfreunde Wien)

## Beliebte Wanderungen und Steige

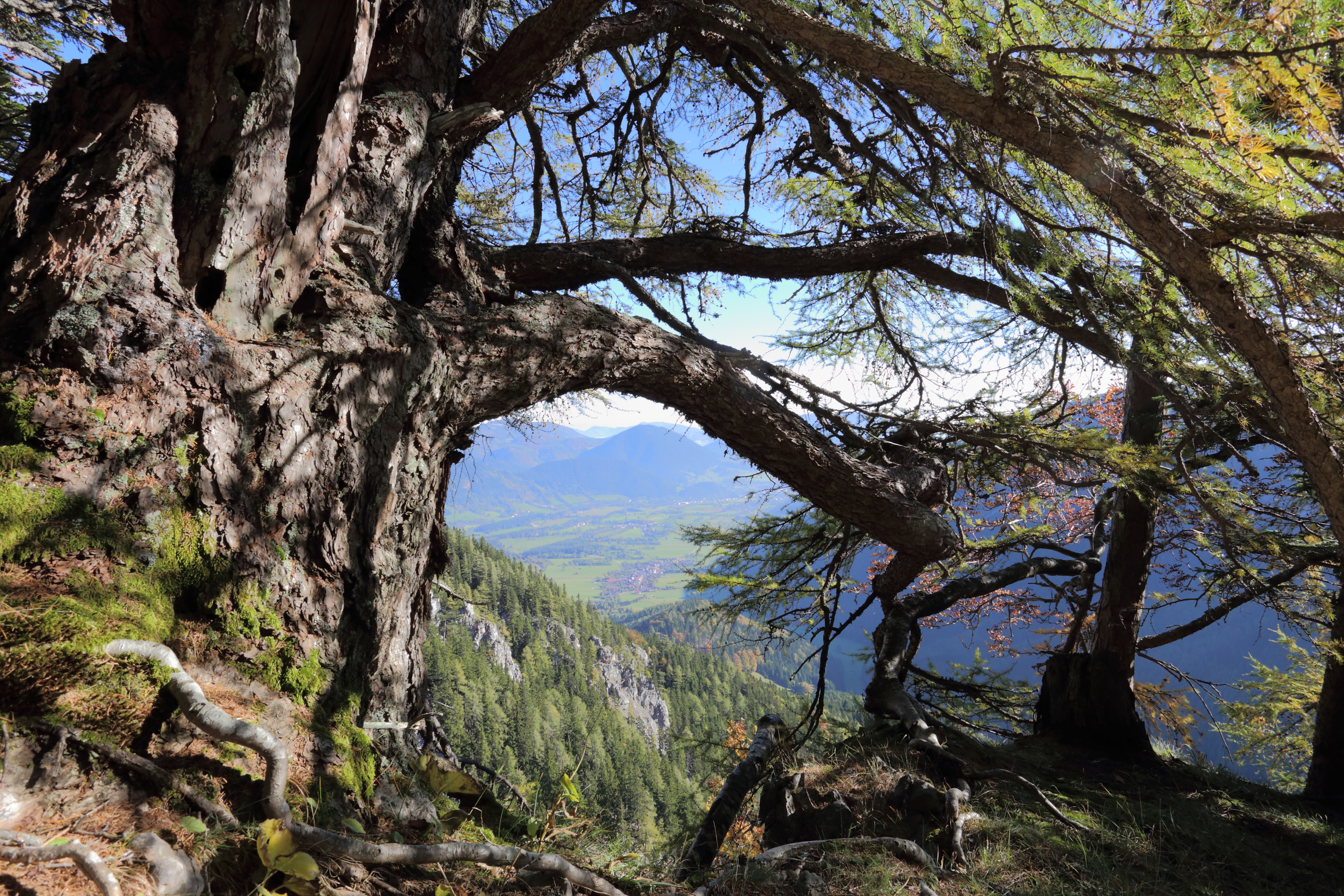
Blick vom Schneeberg (Nähe Herminensteig und Höhe nördlicher Grafensteig) Richtung Nordost/Puchberg

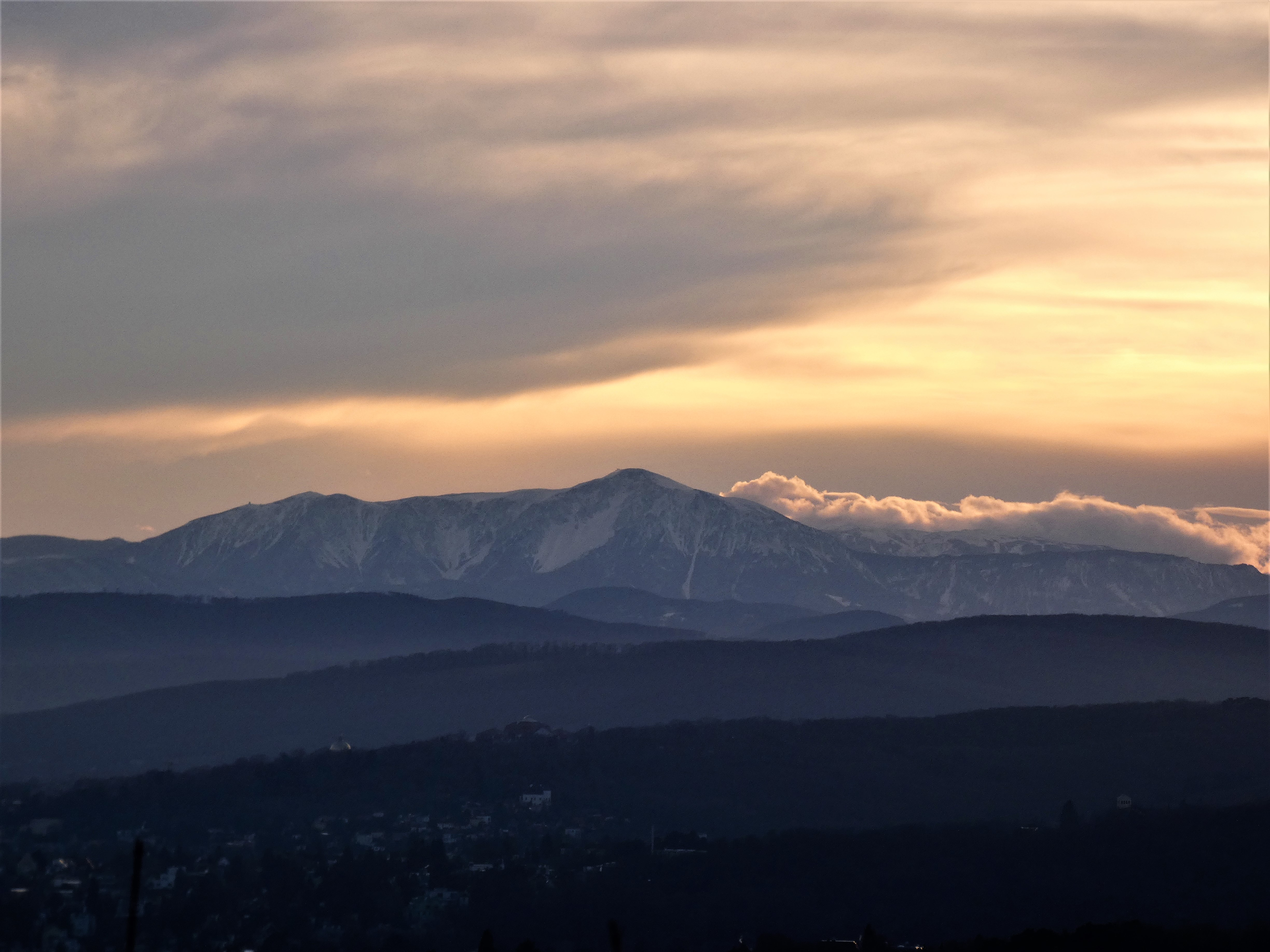
Der Schneeberg vom Wiener Leopoldsberg aus gesehen. Im Vordergrund die Kirche am Steinhof.

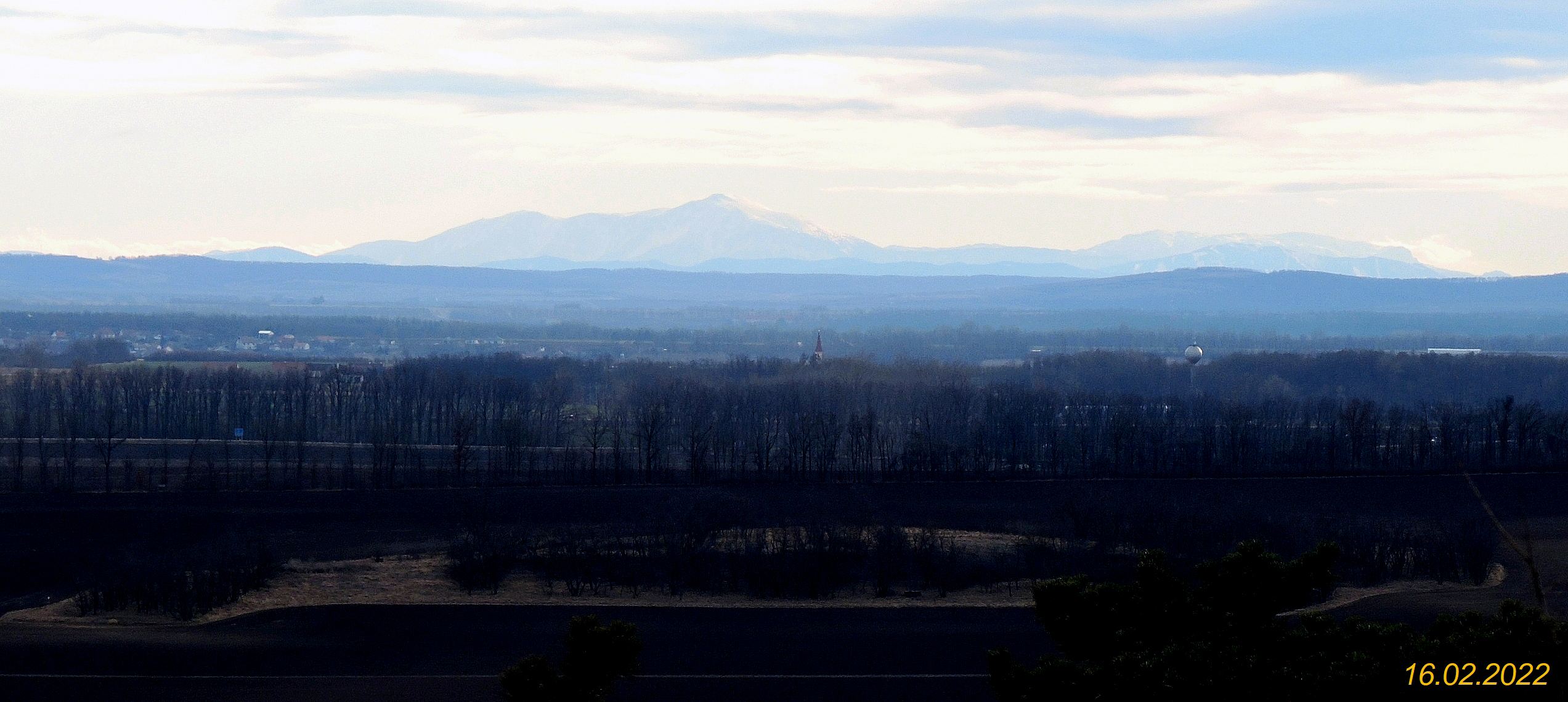
Der Schneeberg vom Markusberg (Markův kopec) bei Misslitz (Miroslav) in Südmähren aus gesehen, 150 km nördlich

Über den Schneeberg verläuft der Nordalpenweg (Österreichischer Weitwanderweg 01), von Wien kommend erreichen die Weitwanderer hier den ersten 2000er.
- Fadensteig

Bergstation Salamandersesselbahn (Losenheim) – Fischerhütte (Querung mit Stahlseil abgesichert)
- Nandlgrat

Bürklehütte – Fischerhütte (eine Stelle mit Stahlseil abgesichert)
- Novembergrat

Nördlicher Grafensteig – Damböckhaus oder Fischerhütte
- Oberer und Unterer Herminensteig

Mieseltal (Schneebergdörfl) – Damböckhaus
- Emmisteig

Ehemaliges Baumgartnerhaus – Damböckhaus (Wanderweg)
- Fischersteig

Ehemaliges Baumgartnerhaus – Bergstation Schneebergbahn (Wanderweg)
- Weichtalklamm

Weichtalhaus (Höllental) – Kienthaler Hütte (leichter Klettersteig)
- Ferdinand-Mayr-Weg

Weichtalhaus (Höllental) – Kienthaler Hütte (Wanderweg)
Die Grafensteige umrunden den Schneeberg auf einer Höhe von etwa 1300 Meter.
- Südlicher Grafensteig

Kienthaler Hütte – Haltestelle Baumgartner (Schneebergbahn) (Wanderweg)
- Nördlicher Grafensteig

Haltestelle Baumgartner – Edelweisshütte (Wanderweg)

## Panorama

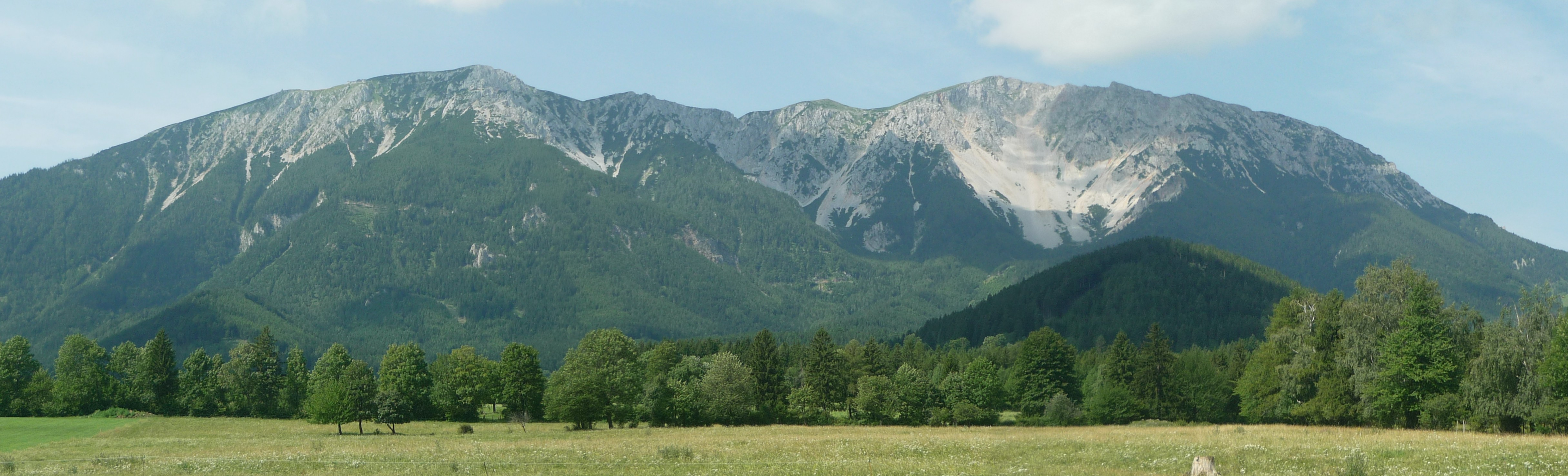
Panoramabild des Schneebergs vom Puchberger Ortsteil Hof aufgenommen